# Destruction Derby
Destruction Derby – gra z serii gier Destruction Derby wyprodukowana przez Reflections Interactive, wydana przez Psygnosis dnia 12 sierpnia 1996 roku na komputery osobiste oraz konsole PlayStation i Sega Saturn. Pojawiła się także na PlayStation Classic. Gra przedstawia nietypowe wyścigi samochodowe. Głównym celem gry jest destrukcja pojazdów przeciwnika. Pierwotnie gra nosiła nazwę Demolish 'em Derby.

## Rozgrywka
W grze zawarto cztery tryby gry dla jednego gracza.
- Time Trial – jazda na czas.
- Wreckin' Racing – w zawodach bierze udział 16 samochodów, w trybie gracz musi dokonać jak najwięcej szkód.
- Stock Car Racing – w trybie gracz musi dojechać do mety na jak najwyższej pozycji.
- Destruction Derby – na olbrzymim placu gracz musi zniszczyć wszystkie samochody oraz zdobyć jak najwięcej punktów.

### Samochody
Istnieją trzy Samochody w grze, Rookie (Psygnosis), Amateur (Grim Reaper) oraz Pro (Smoothie). Rookie jest najłatwiejszy w obsłudze, ale ma najmniejszą moc i prędkość. Amateur i Pro są trudniejsze w obsłudze, są bardziej zaawansowane oraz są w stanie skuteczniej walczyć, a także mają większą prędkość.

## Odbiór gry
- GamerRanings – 80 / 100[4]
- Electric Playground – 9 / 10[4]
- IGN – 7 / 10[4]